# Christian Baeumler

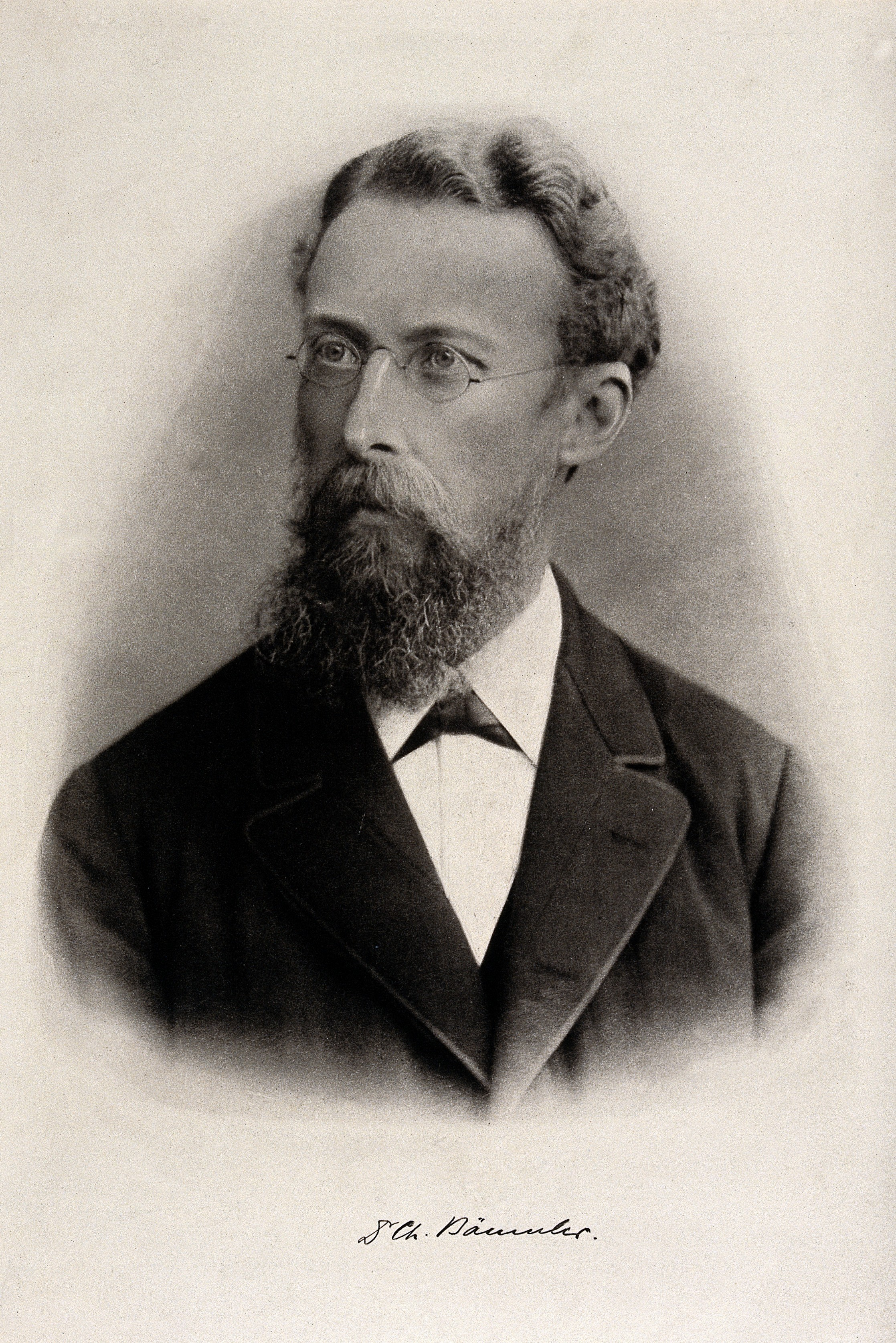
Christian Bäumler

Christian Gottfried Heinrich Baeumler (auch Christian Bäumler; * 13. Mai 1836 in Buchau; † 21. November 1933 in Freiburg im Breisgau) war ein deutscher Mediziner und Direktor der medizinischen Klinik in Freiburg im Breisgau.

## Leben
Christian Baeumler studierte an mehreren Universitäten Medizin und wurde 1860 an der Universität Erlangen promoviert. Während des Studiums wurde er Mitglied der Burschenschaft Markomannia Erlangen.
Von 1863 bis 1866 war er Hausarzt am „German Hospital“ in London, von 1866 bis 1872 praktischer Arzt in London sowie Arzt am „German Hospital“ und am „Hospital for diseases of the Chest“.
Im Jahr 1870 veröffentlichte Baeumler eine englische Übersetzung von Felix von Niemeyers Klinischen Vorträgen über die Lungenschwindsucht als „Clinical lectures on pulmonary consumption“.
Im Herbst 1876 wurde er Professor und Direktor der medizinischen Klinik zu Freiburg im Breisgau.
Baeumler war Wirklicher Geheimer Rat und wurde 1909 emeritiert.
1866 wurde Baeumler Mitglied und im Jahr 1878 Fellow des Royal College of Physicians in London. Am 12. Januar 1893 wurde er zum Mitglied (Matrikel-Nr. 3011) der Leopoldina gewählt.
Christian Baeumler war Ehrenmitglied des Vereins Deutsches Athenäum London. Im Jahr 1909 wurde er Ehrenbürger der Stadt Freiburg im Breisgau. Zum 70-jährigen Doktorjubiläum 1930 wurde Bäumler von der medizinischen Fakultät der Universität Erlangen eine von Karl Dautert geschaffene Medaille mit seinem Porträt überreicht.

## Schriften
- Beobachtungen und Geschichtliches über die Wirkung der Zwischenrippenmuskeln. Inaugural-Abhandlung. Erlangen 1860 (reader.digitale-sammlungen.de Digitalisat).
- mit Felix von Niemeyer: Clinical lectures on pulmonary consumption. London 1870 (Textarchiv – Internet Archive).
- Der sogenannte animalische Magnetismus oder Hypnotismus. Unter Zugrundelegung eines für die Akademische Gesellschaft zu Freiburg i.B. gehaltenen populären Vortrages. F.C.W. Vogel, Leipzig 1881 (archive.org).
- Die Entwickelung der Medizin einst und jetzt. J.C.B. Mohr (Paul Siebeck), Tübingen/Leipzig 1902 (Textarchiv – Internet Archive).